# ごはん味噌汁海苔お漬物卵焼き feat. 梅干し
『ごはん味噌汁海苔お漬物卵焼き feat. 梅干し』（ごはんみそしるのりおつけものたまごやき フィーチャリング うめぼし）は、桑田佳祐の1作目のミニ・アルバム。2021年9月15日にCD・レコード・ダウンロード配信・ストリーミングで発売。発売元はタイシタレーベル / SPEEDSTAR RECORDS。

## 背景
桑田佳祐名義としては、2017年8月に発売されたアルバム『がらくた』以来、4年ぶりに発売された作品。本作発売の発表は2021年7月10日に放送された自身のラジオ番組『桑田佳祐のやさしい夜遊び』（TOKYO FM）にて収録曲の一つである「Soulコブラツイスト〜魂の悶絶」の音源と共に解禁された。この発表の際にはタイトルは未発表であったが、2021年8月6日にタイトル・全ての収録曲名・アートワークが発表された。
本作は自身初となるミニ・アルバムでの発売となった。また本作は『ごはんEP』とも称される。

## リリース
本作は完全生産限定盤A、B、通常盤、アナログ盤の4種類が存在し、完全生産限定盤には特典として2021年3月7日にブルーノート東京で開催した自身の配信限定ライブ『静かな春の戯れ ～Live in Blue Note Tokyo～』の模様がAはBlu-ray、BはDVDにて収録されている。
本作の発売に合わせて、同年7月に「SMILE〜晴れ渡る空のように〜」、8月に「炎の聖歌隊 ［Choir］」と「Soulコブラツイスト〜魂の悶絶」が先行配信シングルとして発売された。

## 音楽性・アートワーク
タイトルやジャケットは桑田が考える「究極の献立」や「死ぬ前にもう一度食べたいもの」がモチーフとなっており、日本人の心とも言うべきシンプルな6品を収録された6曲の味わいの深さに見立てて表現している。桑田はこのタイトルになったきっかけとして和食を始めとした日本の文化や和の要素に立ち返ろうという思いがあったことを語っている。思いついた際にはスタッフにLINEで伝えたという。タイトルを一汁三菜にすることも桑田の頭の中にあったが、4品であると気付き現在の6品にしたと語っている。タイトルに海苔が登場することについては向田邦子の著書に『海苔と卵と朝めし』というタイトルのエッセイがあり、その内容に感銘を受けたことも念頭にあった旨を語っている。ジャケットのデザインはこの献立を描いたイラストで構成されている。
桑田は本作に収録された6曲について「立ち返るべきところに戻ったというか、飽きの来ない『いいもの』だけ取り揃えられたかな」という自負がある旨を語っている。

## 制作・録音
本作のレコーディングは2020年1月から2021年4月まで週刊文春で連載されていた「ポップス歌手の耐えられない軽さ」の執筆と時期が重なっていたため、桑田は原稿の執筆以外の時間でレコーディングを行っていたという。

## プロモーション
2021年9月1日から本作の発売企画として「ごはんEPリリース記念! 究極の献立選手権」がTwitterで始まった。タイトルにかけ、これまで食べたことのある「究極の献立」の写真やイラストをハッシュタグ「#桑田佳祐」「#ごはんEP」「#究極の献立」をつけて投稿した人の中から抽選で20名に本作のポスターが当たるようになっている。

### テレビ披露
| 放送日         | 番組名                                                                                          | 放送局     | 披露曲 | 出典          |
| -------------- | ----------------------------------------------------------------------------------------------- | ---------- | --- | ------------- |
| 2021年9月16日  | SONGS 第582回 桑田佳祐スペシャル 魂の悶絶ライブ!! 〜ごはん味噌汁時々ボウリング feat. 洋ちゃん〜 | NHK        | 「炎の聖歌隊 ［Choir］」 「悲しきプロボウラー」 「さすらいのRIDER」 「金目鯛の煮つけ」 「Soulコブラツイスト〜魂の悶絶」 | [ 30 ] [ 31 ] |
| 2021年11月17日 | 日テレ系音楽の祭典ベストアーティスト2021                                                        | 日本テレビ | 「Soulコブラツイスト〜魂の悶絶」 「SMILE〜晴れ渡る空のように〜」                                                        | [ 32 ]        |
| 2021年12月8日  | 2021 FNS歌謡祭                                                                                  | フジテレビ | 「SMILE〜晴れ渡る空のように〜」 「Soulコブラツイスト〜魂の悶絶」                                                        | [ 33 ]        |
| 2021年12月20日 | CDTVライブ!ライブ! クリスマス4時間スペシャル                                                    | TBS        | 「Soulコブラツイスト〜魂の悶絶」 「SMILE〜晴れ渡る空のように〜」                                                        | [ 34 ]        |
| 2021年12月24日 | ミュージックステーション ウルトラスーパーライブ2021                                             | テレビ朝日 | 「SMILE〜晴れ渡る空のように〜」 「Soulコブラツイスト〜魂の悶絶」                                                        | [ 35 ]        |

## ツアー
本作を引っ提げて、2021年9月18日から宮城セキスイハイムスーパーアリーナにて全国ツアー『BIG MOUTH, NO GUTS!!』が開催された。桑田にとってツアーは『がらくた』以来となる。宮城セキスイハイムスーパーアリーナで初日を迎える理由については2011年に同会場で開催された『宮城ライブ 〜明日へのマーチ!!〜』からちょうど10年の節目になることと「東日本大震災を風化させないため」であると語っている。
コロナ禍の中で実施するライブのため新型コロナウイルス感染拡大の状況に応じて、政府・自治体・各会場が定めるガイドラインに基づく規制のもと開催された。人と人との接触を極力避けるため、全て電子チケットのみの取り扱いとなり、公演当日は歓声はNG、マスク着用など感染対策の徹底が観客にも求められた。開催にあたって桑田はスタッフと何度も話し合いを行って決意を固めたという。

## 批評
音楽評論家の渋谷陽一は、本作に収録されている6曲を聴き終えた後の満足感と充実感を評価しており、「10曲以上収録されているアルバムより満足感があり、それは1曲1曲が素晴らしいからという単純な話ではないすごさが、この6曲入りEPにはある」と公言している。さらに本作の楽曲をタイトルの日本食6点セットに相当するものであることを挙げ、「どれもエモーショナルで美しいメロディを持ち、わかり易く、でも深い歌詞で書かれたポップソングばかりだ。これまでのソロアルバムにあった、けれん味や、趣味性といったものは表に出て来ていない」と評価している。タイトルについても「ここがやっぱり桑田佳祐」「すごいセンスと、言語能力の高さを感じる」と評価した。
音楽ライターの森朋之は、「日本人なら誰もが親しみのある日常的な献立で、一つ一つの食材や調理方法にこだわればどこまでもキリがなく、贅を尽くした食事にもなるタイトルの6品を桑田が表現してきたポップス、大衆の流行歌と在り方とそのまま重なる」と評価した。また、「人々に寄り添いながら喜怒哀楽を表現して、ポップミュージックの奥深さとわかりやすさを追求してきた桑田は、本作で自らの原点に回帰しつつ、日常を彩る楽曲を見事に体現している」とも評価している。
原由子は、本作のタイトルについて言及し、LINEでタイトル名が送られてきた時は冗談だと思ったという。改めてタイトル名が本気であったことを知り、「よく考えてみたら、この6品はとてもバランスのいい食事で、日本人のソウルフードだし、この本作の6曲も6品と同じくどれも欠かせない曲と納得した。」と評価している。さらに上記の、週刊文春で連載されていた「ポップス歌手の耐えられない軽さ」の執筆と同時期のレコーディングに関しては「文章をつくる脳と、曲をつくる脳の頭を切り替えるのが大変だったんじゃないかなと思いました。桑田は本当になんでも一生懸命で、全身全霊で取り組む人。それだけに、すごくエネルギーを使っていたなと思う。」と評価した。

## チャート成績
2021年9月27日付のオリコン週間ランキングにて初週9.7万枚を売り上げ、初登場1位を獲得した。桑田のアルバムとしては、5作連続・通算7作目の首位獲得となった。本作の首位獲得によって、矢沢永吉、竹内まりやに続く3組目となる昭和・平成・令和でのアルバム1位の記録を達成し、松任谷由実に続く2組目で男性ソロアーティストとしては初となると5年代（1980年代、1990年代、2000年代、2010年代、2020年代）連続アルバム1位獲得の記録も達成した。同日付のオリコン週間デジタルランキングでは初週0.5万DLで、初登場1位を獲得した。『がらくた』以来となる通算2作目の首位獲得となった。翌週の10月4日付の同ランキングで週間0.4万DLを売り上げ、2週連続で1位を獲得している。
2021年9月22日（集計期間：2021年9月13日～9月19日）に公開されたBillboard Japan Hot Albumsにて、99,297枚でCDセールス1位、5,195DLでダウンロード1位、ルックアップ2位を記録して、総合1位を獲得した。翌週の9月29日（集計期間：2021年9月20日-9月26日）に公開された同ランキングでは、20,051枚でCDセールス3位、3,463DLでダウンロード1位、ルックアップ2位を記録して、2週連続で総合1位を獲得した。
本作と「Soulコブラツイスト〜魂の悶絶」「炎の聖歌隊 ［Choir］」の3つを合わせると、オリコン、Billboard JAPAN、レコチョクやUSENなどの音楽ランキングで1位を獲得し、首位30冠超えを達成した。
オリコンによる本作の登場週数は57週である。

## 収録曲

### CD・LP
1. Soulコブラツイスト〜魂の悶絶（4:33）
（作詞・作曲：桑田佳祐 / 編曲：桑田佳祐 & 片山敦夫 / 弦・菅編曲：片山敦夫）
先行配信された3作目の配信シングル。
2. さすらいのRIDER（5:31）
（作詞・作曲・編曲：桑田佳祐）
骨太なミディアムナンバー[45]。木魚のようなカウベルの音が用いられている[46]。
歌詞にニューオーリンズの煮込み料理であるガンボが登場しており、セッションの際に思わず口先から出たこの言葉が発想のきっかけになった。桑田は「食べるのは誰だろう。バイクに乗ったライダーかもしれない」といった連想を働かせている[47]。
2021年8月28日放送の『桑田佳祐のやさしい夜遊び』で初オンエアーされ、音源が解禁された[48]。
3. SMILE〜晴れ渡る空のように〜（5:21）
（作詞・作曲：桑田佳祐 / 編曲：桑田佳祐 & 片山敦夫）
先行配信された1作目の配信シングル。
4. 金目鯛の煮つけ（3:47）
（作詞・作曲・編曲：桑田佳祐）
自身出演のSOMPOグループ CMソング[注釈 2]。
歌詞はコロナ禍においても何気ない日常や幸せに感謝しながら、どんな時も笑顔で生きていきたいという思いが込められている[50]。なお、歌詞はコロナ禍になる前から制作されている。情景として桑田は鎌倉駅の西口にある小さなロータリーをイメージしており、歌詞の「駅裏に掃き出された」はこの場所がモチーフとなっている[4]。
せつないフォークソング調のアレンジや朗々とした桑田のボーカルスタイルは自身が好きなドラマ『深夜食堂』の主題歌である鈴木常吉「思ひ出」から影響を受けたことを明かしており、原由子や斎藤誠にこのイメージを語ったことで皆で微笑みながらレコーディングできたという[4]。
仮タイトルも「金目鯛の煮つけ」であり、上述のCM第1弾の「腕まくり篇」の絵柄に金目鯛が登場したことから、仮タイトルがそのまま正式なタイトルとなった[4]。
2022年2月18日に自身のYouTubeチャンネルにて『LIVE TOUR 2021「BIG MOUTH, NO GUTS!!」』で披露された映像が公開された。映像は、楽曲の世界観を映像化したような温かい雰囲気のアニメーションをバックにして披露している[51]。
5. 炎の聖歌隊 ［Choir］（3:51）
（作詞・作曲：桑田佳祐 / 編曲：桑田佳祐 & 片山敦夫）
先行配信された2作目の配信シングル。
6. 鬼灯（3:26）
（作詞・作曲・編曲：桑田佳祐）
1970年代初めのポール・マッカートニーを想起させる音像の楽曲。歌詞はかつて日本を襲った戦禍[注釈 3]のなかで犠牲になった若者たちへの思いが込められている[53]。桑田によると、沖縄戦を経験した女性が特集番組のインタビュー[注釈 4]で語った10代の頃のエピソード[注釈 5]を聞いたことが内容に影響を与えたという[55]。
かねてから桑田は映画版『永遠の0』の内容に共感して主題歌である「蛍」をサザンオールスターズの楽曲として制作・提供したり[57][58]、三代目 桂春蝶の新作落語『明日ある君へ ～知覧特攻物語～』のエンディングテーマとして「月光の聖者達」を使用することを許可するなど、作品を通じて特攻や戦争について考える機会を度々得ている[59]。
2021年9月11日放送の『桑田佳祐のやさしい夜遊び』で初オンエアーされ、本作の中では最後に解禁された楽曲[60]。

### Blu-ray・DVD
- 完全生産限定盤A・Bのみ収録。

1. ソバカスのある少女（1975年）
ティン・パン・アレーのカバー。
2. 孤独の太陽（1994年）
3. 若い広場（2017年）
4. DEAR MY FRIEND（2008年）
5. こんな僕で良かったら（2007年）
6. 愛のささくれ～Nobody loves me（2017年）
7. 簪 / かんざし（2017年）
8. SO WHAT?（2011年）
9. 東京ジプシー・ローズ（2002年）
10. グッバイ・ワルツ（2011年）
11. 月光の聖者達（2011年）
12. かもめ（1969年）
浅川マキのカバー。
13. 灰色の瞳（1974年）
加藤登紀子・長谷川きよしのカバー。
14. 東京（2002年）
15. SMILE〜晴れ渡る空のように〜（2021年）
16. 明日へのマーチ（2011年）
17. 大河の一滴（2016年）
18. スキップ・ビート (SKIPPED BEAT)（1986年）
KUWATA BANDのセルフカバー。
19. 真夜中のダンディー（1993年）
20. Iko Iko（1972年）
ドクター・ジョンのカバー。
21. ヨシ子さん（2016年）
22. 君をのせて（1971年）
沢田研二のカバー。
23. 悲しい気持ち (JUST A MAN IN LOVE)（1987年）
24. 明日晴れるかな（2007年）

## 参加ミュージシャン
Soulコブラツイスト〜魂の悶絶
- 桑田佳祐：Vocal, Electric Guitar, Blues Harp, Hand Craps & Backing Vocal
- 片山敦夫：Piano & Synthesizer
- 中シゲヲ：Electric Guitar
- 角田俊介：Bass
- 鶴谷智生：Drums
- はたけやま裕：Conga, Tambourine, Vibraslap & Siren Whistle
- 山本拓夫：Tenor & Baritone Saxophones
- 西村浩二：Trumpet
- 村田陽一：Trombone
- 金原千恵子ストリングス：Strings
- 原由子：Backing Vocal
- 角谷仁宣：Computer Programming

さすらいのRIDER
- 桑田佳祐：Vocal, Electric Guitar & Backing Vocal
- 片山敦夫：Electric Piano & Hammond Organ
- 中シゲヲ：Electric Guitar
- 角田俊介：Bass
- 鶴谷智生：Drums
- はたけやま裕：Conga, Cowbell, Tambourine, Vibraslap, Wind Chime & Flexatone
- 角谷仁宣：Computer Programming

SMILE〜晴れ渡る空のように〜
- 桑田佳祐：Vocal, Electric Guitar, Tambourine & Backing Vocal
- 片山敦夫：Synth bass, Eiectric Piano & Synthesizer
- 原由子：Backing Vocal
- 401stオールスターズ：Backing Vocal
- 角谷仁宣：Rhythm & Computer Programming

金目鯛の煮つけ
- 桑田佳祐：Vocal, Acoustic & Electric Guitar & Backing Vocal
- 原由子：Electric Piano, Synthesizer & Backing Vocal
- 斎藤誠：Acoustic, Electric & 12 Strings Guitars
- 角田俊介：Bass
- 河村"カースケ"智康：Drums & Tambourine
- 角谷仁宣：Computer Programming

炎の聖歌隊 ［Choir］
- 桑田佳祐：Vocal, Acoustic & Electric Guitar, Tambourine & Backing Vocal
- 片山敦夫：Piano, Synth bass & Synthesizer
- 角谷仁宣：Rhythm & Computer Programming

鬼灯
- 桑田佳祐：Vocal, Acoustic & Electric Guitars, Bass, Cowbell, Tambourine, Vibraslap & Backing Vocal
- 片山敦夫：Synthesizer
- 原由子：Backing Vocal
- 角谷仁宣：Rhythm & Computer Programming

## ライブ映像作品
| 曲名                         | 作品名                                                     |
| ---------------------------- | ---------------------------------------------------------- |
| Soulコブラツイスト〜魂の悶絶 | →「 Soulコブラツイスト〜魂の悶絶 § ライブ映像作品 」を参照 |
| さすらいのRIDER              | LIVE TOUR 2021「BIG MOUTH, NO GUTS!!」                     |
| SMILE〜晴れ渡る空のように〜  | →「 SMILE〜晴れ渡る空のように〜 § ライブ映像作品 」を参照  |
| 金目鯛の煮つけ               | LIVE TOUR 2021「BIG MOUTH, NO GUTS!!」                     |
| 炎の聖歌隊［Choir］          | →「 炎の聖歌隊［Choir］ § ライブ映像作品 」を参照          |
| 鬼灯                         | LIVE TOUR 2021「BIG MOUTH, NO GUTS!!」                     |